# Raúl Rodríguez Navarro
Raúl Rodríguez Navarro (født 22. september 1987) er en spansk fodboldspiller, der spiller for Meixian Techand i Mexico.
Han har tidligere spillet for Vilassar Mar, Gramenet og for Espanyol før han skiftede til Houston Dynamo den 9. januar 2015.